# Joop Zoetemelk

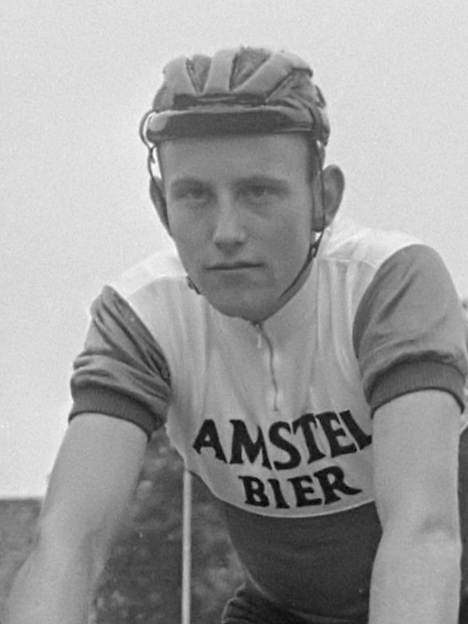
Joop Zoetemelk (1968)

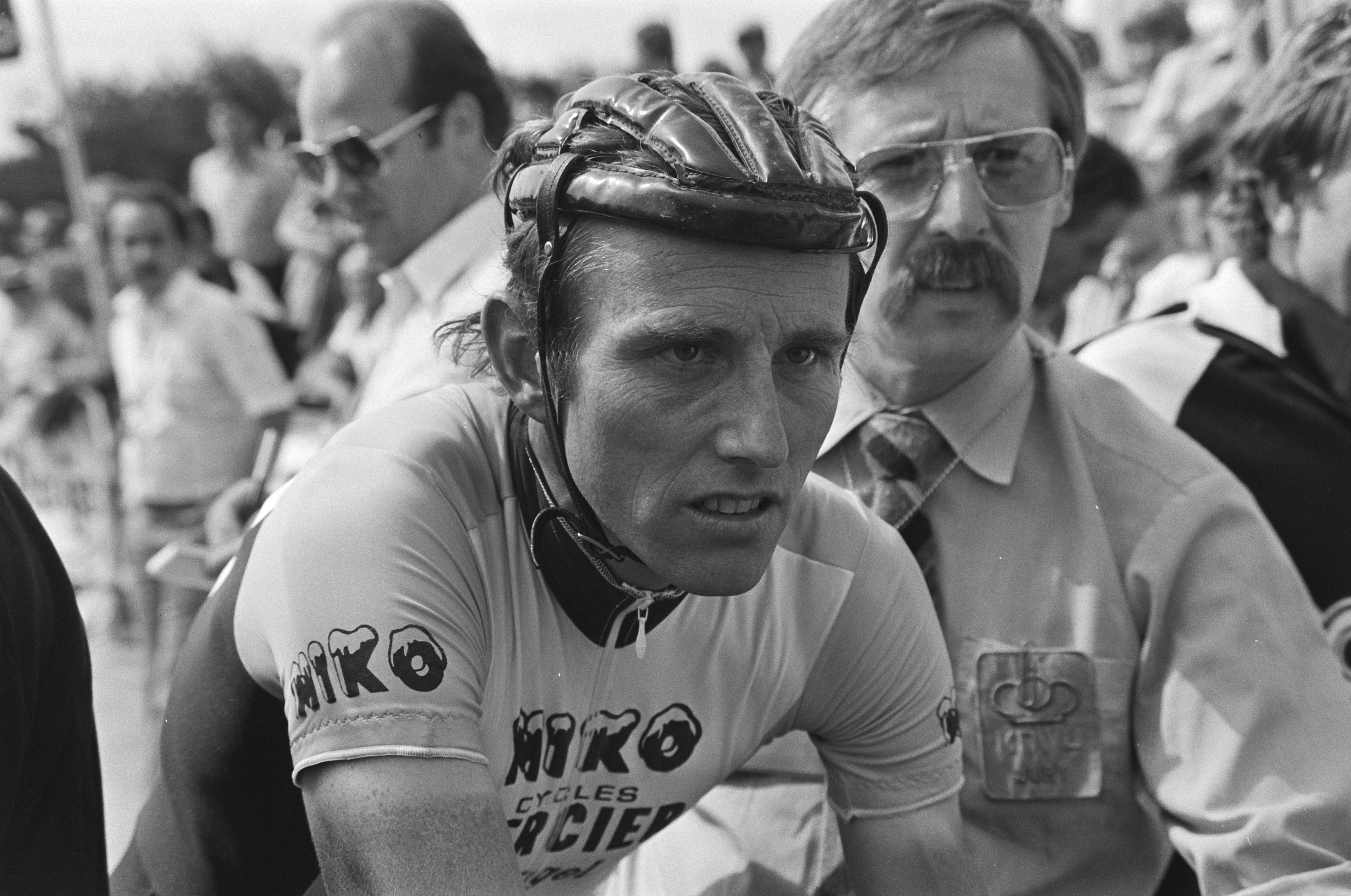
Zoetemelk in de Ronde van Nederland 1979

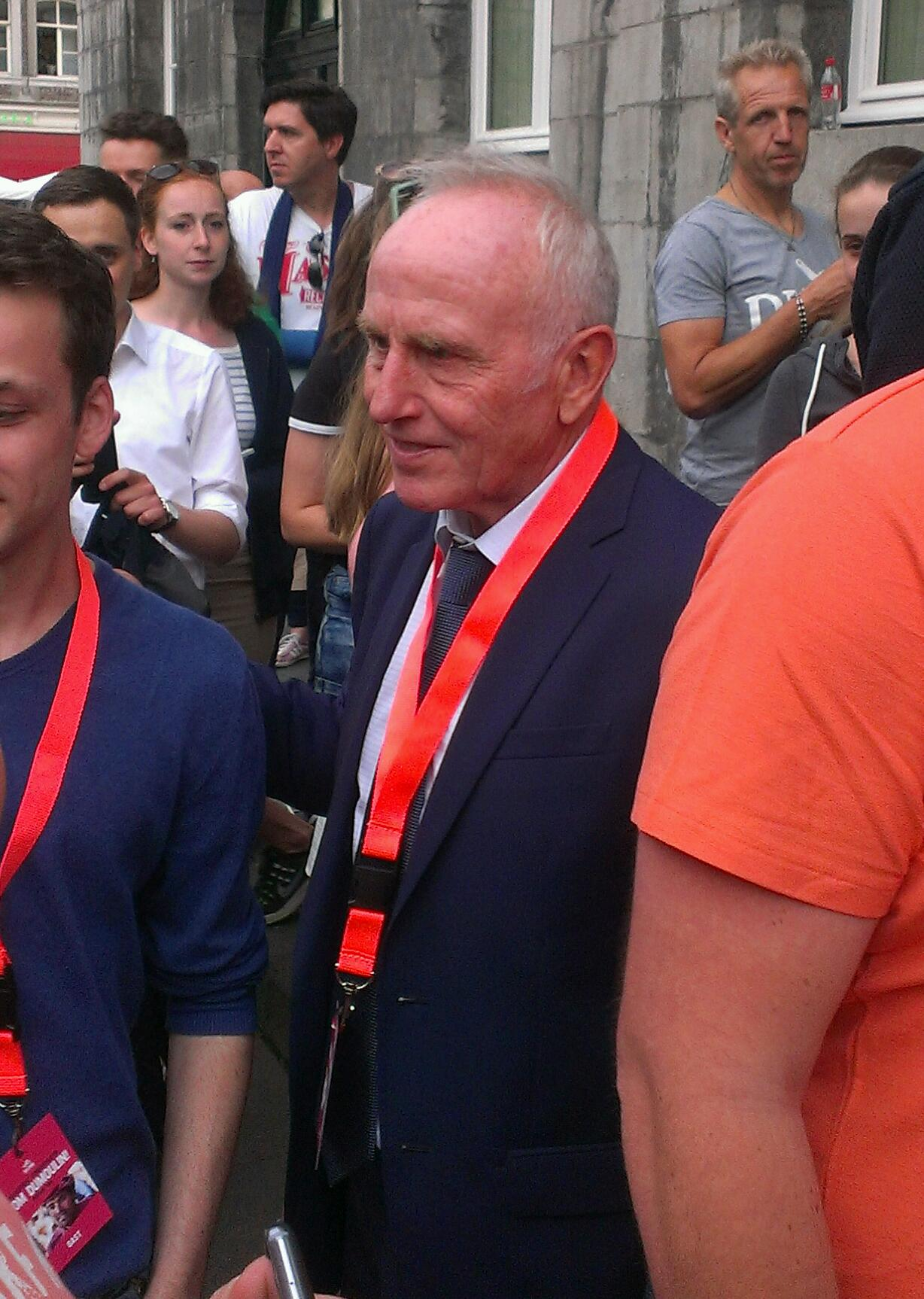
Zoetemelk in 2017

Gerardus Joseph (Joop) Zoetemelk (Den Haag, 3 december 1946) is een Nederlands oud-wielrenner, die geldt als een van de beste Nederlandse ronderenners ooit. Hij won in 1979 de Ronde van Spanje, in 1980 de Ronde van Frankrijk en werd in 1985 wereldkampioen op de sportief gezien hoge leeftijd van 38 jaar. Zoetemelk woont al decennialang in het Franse Germigny-l'Évêque.

## Biografie
Voordat hij in 1970 beroepsrenner werd, behaalde Zoetemelk een paar belangrijke overwinningen als amateur: goud op de Olympische Spelen in 1968 als een van de renners van de 100 km ploegentijdrit, en de eindzege in de Tour de l'Avenir (1969). In 1971 won hij het bergklassement in de Vuelta. Tijdens de Midi-Libre in 1974 kwam hij zwaar ten val. Er werd toen voor zijn carrière gevreesd, maar in 1975 kwam hij sterk terug.
Hij werd zowel in de Ronde van Frankrijk van 1977 als van 1979 positief bevonden op het gebruik van doping. Hij kreeg in beide gevallen een tijdstraf opgelegd. In de Ronde van Frankrijk van 1983 werd hij opnieuw positief bevonden. Zoetemelk vocht deze laatste beslissing aan bij de rechter. Het proces duurde enkele jaren en hierin bleek dat het dopingonderzoek niet sluitend is geweest en er geen schuldige kon worden aangewezen.
Zoetemelk heeft dan niet meer het record van het aantal deelnames (=17) maar hij nam zestienmaal deel aan de Ronde van Frankrijk en reed wel telkens uit wat destijds wel een record was. Hij behaalde meestal een plek bij de eerste tien: achtste, vijfde, vierde (3 x), tweede (6 x) en eerste (1 x) in 1980. Aan zijn zes tweede plaatsen in de Ronde van Frankrijk hield Zoetemelk de bijnaam "eeuwige tweede" over. Hij won overigens in 1973 de witte trui in de Tour de France, toen nog gekoppeld aan het combinatieklassement.
Na Jan Janssen (1968) is hij de tweede Nederlandse Tourwinnaar. Zoetemelk kwam op in 1968/'69 toen Jan Janssen gold als de beste Nederlandse beroepswielrenner. Zoetemelk beschikte in 1980 over alle kwaliteiten die een Tourwinnaar nodig heeft: sterk zijn in tijdritten en in de bergetappes, en een goede ploeg (TI-Raleigh met ploegleider Peter Post). Zijn kans kwam echter pas toen de grote favoriet voor de eindoverwinning Bernard Hinault wegens knieproblemen de strijd moest staken. Zoetemelk won vervolgens onbedreigd. In 1982 werd hij wederom tweede; in 1983 leek hij op weg naar een nieuwe zege, toen een positieve dopingtest hem mentaal uitschakelde. Later kreeg hij eerherstel.
Zoetemelks zege in de wereldkampioenschappen wielrennen 1985 werd legendarisch. Twee kilometer voor de finish reed hij weg uit een kopgroep met onder anderen Greg LeMond en Stephen Roche, die niet in de gaten leken te hebben dat hij serieus ontsnapte. Hij wist zijn voorsprong van 100 meter vast te houden en zegevierde met 3 seconden voorsprong. Hij was toen 38 jaar oud, en pas 38 jaar later zou hij in Mathieu van der Poel een opvolger krijgen.
Van 1980 tot 1995 was hij eigenaar van een hotel in Meaux. In de jaren ‘90 en ‘00 was Zoetemelk (assistent-)ploegleider van de Rabobank Wielerploeg. 
Tijdens het gala ter gelegenheid van het 75-jarig bestaan van de KNWU in 2003 werd Zoetemelk verkozen tot beste Nederlandse renner aller tijden. Op 31 mei 2005 onthulde hij in Rijpwetering, de plaats waar hij opgroeide, een standbeeld ter ere van zijn wielerprestaties.
Zijn vrouw Françoise Duchaussoy overleed in 2008. Op 29 november 2011 werd het boek Joop Zoetemelk, een open boek gepresenteerd. Daarin is naast zijn wielerleven ook veel te lezen over zijn privéleven, waaronder zijn scheve verhoudingen met de schoonfamilie. Op die dag ontving hij ook de Peter Post Carrièreprijs. In 2019 kwam het boek JOPIE! JOPIE! JOPIE! uit.
In 2020 kwam het boek Joop Zoetemelk Ongezien uit en de documentaire Joop! Eindelijk weer kampioen. In september van dat jaar belandde hij met meerdere botbreuken in het ziekenhuis toen hij, terwijl hij aan het fietsen was, werd aangereden door een auto. Hij raakte zo zwaar gewond dat hij ruim een jaar later nog altijd niet volledig was hersteld.
In het winterseizoen beoefende Joop Zoetemelk het langlaufen, met diverse malen deelname aan het Nederlands kampioenschap.

## Doping
Joop Zoetemelk werd in de Ronde van Frankrijk drie keer betrapt op het gebruik van doping. In 1977 werd er pemoline gevonden en 1979 werd er nortestoron gevonden. In de Ronde van Frankrijk van 1983 testte hij ogenschijnlijk positief op nandrolon en kreeg hij een tijdstraf van tien minuten en een geldboete van 1400 gulden, maar in hoger beroep bleek de dopingtest ondeugdelijk. Zoetemelk heeft het gebruik van doping zelf altijd ontkend.

## Overwinningen
1968
Olympisch kampioen 100km ploegentijdrit
1969
Eindklassement Circuit des Mines
2e (deel B), 3e en 6e etappe Ronde van Oostenrijk
Eindklassement Ronde van de Toekomst
1970
2e (deel B) etappe Ronde van Luxemburg
1971
 Nederlands kampioen op de weg, elite
16e etappe Ronde van Spanje
Bergklassement Ronde van Spanje
4e (deel B) etappe Ronde van Luxemburg
1972
Polymultipliée
1973
Acht van Chaam
2e (deel B) etappe Dauphiné Liberé
Proloog en 4e etappe Ronde van Frankrijk
7e (deel B) etappe Parijs-Nice
 Nederlands kampioen op de weg, elite
Ronde van de Haut-Var
1e (deel A) en 2e etappe Midi Libre
1974
2e etappe Ster van Bessèges
4e etappe Ronde van Romandië
Eindklassement Ronde van Romandië
5e etappe Catalaanse Week
Eindklassement Catalaanse Week
2e etappe Ronde van de Middellandse Zee
6e (deel A) en 7e etappe Parijs-Nice
Eindklassement Parijs-Nice
1975
Dwars door Lausanne
GP van Isbergues
4e etappe Ronde van Nederland
Eindklassement Ronde van Nederland
13e etappe Ronde van Frankrijk
6e en 7e (deel B) etappe Parijs-Nice
Eindklassement Parijs-Nice
2e (deel A) en 4e (deel B) etappe Ronde van Corsica
1976
Waalse Pijl
Dwars door Lausanne
3e etappe Dauphiné Liberé
9e, 10e en 20e etappe Ronde van Frankrijk
Boucles de l'Aulne
1977
Parijs-Tours
Dwars door Lausanne
GP van Isbergues
2e etappe (deel A) Ronde van de Aude
1978
Dwars door Lausanne
Parijs-Camembert
14e etappe Ronde van Frankrijk
1e etappe Parijs-Nice
2e etappe Criterium International
1979
Parijs-Tours
Dwars door Lausanne
Proloog Dauphiné Libéré
5e etappe Ronde van Nederland
18e etappe Ronde van Frankrijk
Proloog en 8e (deel B) etappe Ronde van Spanje
 Eindklassement Ronde van Spanje
3e etappe Ster van Bessèges
Ronde van de Haut-Var
7e (deel B) etappe Parijs-Nice
Eindklassement Parijs-Nice
2e etappe Criterium International
Eindklassement Criterium International
1980
Criterium der Azen
Proloog Dauphiné Libéré
13 en 20e etappe Ronde van Frankrijk
 Eindklassement Ronde van Frankrijk
5e etappe Ronde van Romandië
GP Pino Cerami
Wonder van Obbicht
1981
Escalada a Montjuïc
GP Pino Cerami
1982
GP Eddy Merckx
GP de la Costa Normada
1983
Ronde van de Haut-Var
1985
 Wereldkampioen op de weg
5e etappe Tirreno-Adriatico
Eindklassement Tirreno-Adriatico
Veenendaal-Veenendaal
Ridderronde Maastricht
1987
Amstel Gold Race

## Belangrijkste overwinningen als profrenner
- Nederlands kampioenschap wielrennen op de weg (1971, 1973)
- Parijs-Nice (1974, 1975, 1979)
- Waalse Pijl (1976)
- Ronde van Nederland (1975)
- Parijs-Tours (1977, 1979)
- Ronde van Spanje (1979)
- Ronde van Frankrijk (1980)
- Tirreno-Adriatico (1985)
- Wereldkampioenschap op de weg (1985, met 38 jaar en 9 maanden de oudste wereldkampioen ooit)
- Amstel Gold Race (1987)

## Resultaten in voornaamste wedstrijden
| Jaar | Ronde van Italië | Ronde van Frankrijk | Ronde van Spanje |
| ---- | ---------------- | ------------------- | ---------------- |
| 1970 |                  | ↑                   |                  |
| 1971 |                  | ↑                   | 6e (1)           |
| 1972 |                  | 5e                  |                  |
| 1973 |                  | 4e (2)              |                  |
| 1974 |                  |                     |                  |
| 1975 |                  | 4e (1)              |                  |
| 1976 |                  | ↑ (3)               |                  |
| 1977 |                  | 8e                  |                  |
| 1978 |                  | ↑ (1)               |                  |
| 1979 |                  | ↑ (1)               | ↑ (2)            |
| 1980 |                  | ↑ (2)               |                  |
| 1981 |                  | 4e                  |                  |
| 1982 |                  | ↑                   |                  |
| 1983 |                  | 23e                 |                  |
| 1984 |                  | 30e                 |                  |
| 1985 |                  | 12e                 |                  |
| 1986 |                  | 24e                 |                  |
| 1987 |                  |                     |                  |

| Jaar | Milaan-San Remo | Gent-Wevelgem | Ronde van Vlaanderen | Parijs-Roubaix | Amstel Gold Race | Luik-Bast.‑Luik | Ronde van Lombardije | Waalse Pijl | Parijs-Tours | Brabantse Pijl |  | WK op de weg |  | Wereldranglijsten |
| ---- | --------------- | ------------- | -------------------- | -------------- | ---------------- | --------------- | -------------------- | ----------- | ------------ | -------------- |  | ------------ |  | ----------------- |
| 1970 |                 |               |                      | 26e            | 26e              |                 |                      | 44e         | 24e          | 5e             |  |              |  | 7e (SPP)          |
| 1971 |                 | 51e           | 69e                  | 24e            | 44e              | 21e             | 11e                  | 4e          | 29e          | 9e             |  | 21e          |  | 4e (SPP)          |
| 1972 |                 |               | 15e                  |                | ↑                | 18e             | 6e                   | 11e         | 106e         |                |  | 5e           |  | 5e (SPP)          |
| 1973 |                 |               | 5e                   |                | 4e               | 9e              |                      | 40e         | 28e          |                |  | 5e           |  | 4e (SPP)          |
| 1974 |                 | 78e           | 29e                  |                | 23e              |                 |                      | 22e         |              |                |  |              |  | 5e (SPP)          |
| 1975 |                 |               |                      |                |                  |                 |                      | 8e          | 28e          |                |  | 5e           |  | 6e (SPP)          |
| 1976 |                 | 11e           | 16e                  | 15e            | 6e               | 10e             | 4e                   | ↑           | 12e          |                |  | 4e           |  | (SPP)             |
| 1977 |                 |               |                      | 21e            | 35e              |                 | 7e                   |             | ↑            |                |  | 26e          |  | 4e (SPP)          |
| 1978 | 26e             |               | 14e                  | 22e            | ↑                |                 | 7e                   | 7e          | 4e           |                |  | 6e           |  | (SPP)             |
| 1979 | 13e             | 96e           | 10e                  | 4e             | 5e               |                 | 21e                  | 7e          | ↑            |                |  | 16e          |  | (SPP)             |
| 1980 |                 | 53e           | 21e                  |                | 44e              |                 |                      | 10e         | 37e          |                |  |              |  | 6e (SPP)          |
| 1981 |                 | 102e          |                      |                |                  |                 |                      | 40e         | 16e          |                |  | 4e           |  | 27e (SPP)         |
| 1982 |                 |               |                      |                |                  |                 |                      | 27e         | 14e          |                |  | 4e           |  | 14e (SPP)         |
| 1983 |                 |               |                      |                | 12e              | 35e             |                      | 6e          | 24e          |                |  | 38e          |  |                   |
| 1984 |                 |               |                      | 36e            | 15e              | 9e              | 25e                  | 29e         | 41e          |                |  | 10e          |  |                   |
| 1985 | 66e             |               |                      |                |                  | 55e             | 15e                  | 14e         | 45e          |                |  | ↑            |  | 6e (SPP)          |
| 1986 |                 | 30e           |                      |                | ↑                | 17e             |                      | 7e          |              | 15e            |  |              |  |                   |
| 1987 |                 |               |                      |                | ↑                | 28e             |                      |             | 56e          |                |  | 51e          |  |                   |

Zoetemelk werd 1e in het bergklassement van de Ronde van Spanje in 1971.
In datzelfde jaar werd hij 2e in het bergklassement van de Ronde van Frankrijk, in 1975, 1976 en 1978 werd hij 3e in dat klassement.
In het puntenklassement van de Ronde van Frankrijk werd Zoetemelk 3e in 1972, 2e in 1973 en wederom 3e in 1979.

## Prijzen

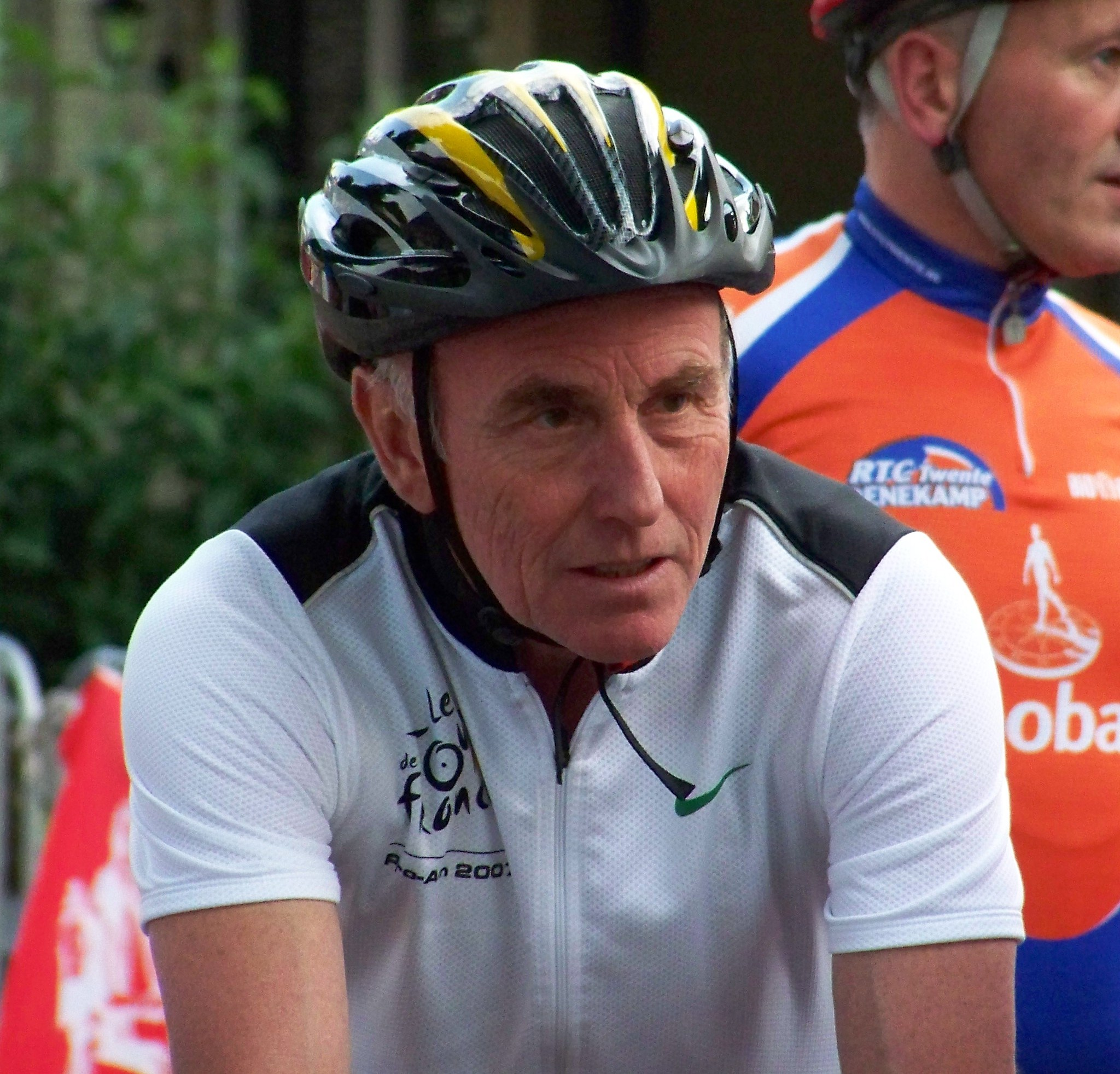
Joop Zoetemelk (2008)

Zoetemelk werd tweemaal gekozen tot Sportman van het jaar, in 1980 en 1985. Hij ontving negenmaal de Gerrit Schulte Trofee voor de beste Nederlandse renner van het jaar. In 2011 ontving hij de Peter Post Carrièreprijs. Voorafgaand aan de start van de Ronde van Frankrijk 2015 in Utrecht kregen Tourwinnaars Jan Janssen en Joop Zoetemelk de belangrijkste Franse nationale onderscheiding, het Legioen van Eer. Datzelfde jaar werd hij onderscheiden met de Fanny Blankers-Koen Carrièreprijs.

## Trivia
- Lange tijd had Zoetemelk de bijnaam "eeuwige tweede", omdat hij vijfmaal tweede werd in het eindklassement van de Ronde van Frankrijk, voordat hij uiteindelijk won. Zoetemelk zou in totaal zelfs zesmaal als tweede eindigen. Voor hem had Raymond Poulidor deze bijnaam, omdat hij drie keer tweede werd. Jan Ullrich werd vijf keer tweede, en net als Zoetemelk heeft hij één Tour-overwinning op zijn naam staan. Overigens won Zoetemelk in zijn carrière 428 wedstrijden, meer dan welke andere Nederlandse wielrenner ook, en haalde hij 294 tweede plaatsen.[10]
- In Rijpwetering, het dorp waar hij opgroeide, is een fietspad naar hem genoemd.
- Ook staat in Rijpwetering een klein standbeeld van hem: een bronzen beeld van Zoetemelk die juichend over de finish komt.
- Hij eindigde op nummer 69 in de verkiezing van De grootste Nederlander (2004).
- In het Suske en Wiske-album Het kostbare kader wordt een personage opgevoerd met de naam "Joop Zuremelk".
- Hij hield veel van rusten en lag tussen de touretappes veel op bed. "Parijs is nog ver" is een van zijn bekendste uitspraken, net als "de Tour win je in bed". Zoetemelk zelf zegt dat hij dit nooit letterlijk heeft gezged, maar dat de pers langere uitspraken heeft verkort.[11]
- Sinds 2008 is er in het vroege voorjaar te zijner ere een "Joop Zoetemelk Classic", een fietsronde over verschillende afstanden door het Groene Hart, waarbij Zoetemelk zelf nog steeds meerijdt. In 2019 kondigde Joop Zoetemelk na de ronde het komende jaar op een elektrische fiets mee te zullen rijden.
- Hij was de eerste wielrenner ooit (in 1975) die de bolletjestrui in de Ronde van Frankrijk droeg.
- In 2009 deed hij mee aan Alpe d'HuZes onder de naam van het Radio 2-programma Team Knooppunt Kranenbarg.
- Van Eddy Merckx kreeg hij de bijnaam "wieltjeszuiger", omdat Zoetemelk volgens Merckx en tot diens ergernis steeds in zijn wiel kleefde.[12]

- Bibliothèque nationale de France: cb11949176c (data)
- Gemeinsame Normdatei: 1020193735
- International Standard Name Identifier: 0000 0003 6714 8088
- Nederlandse Thesaurus van Auteursnamen: 069395721
- Virtual International Authority File: 232150673

1960: Trapè, Bailetti, Cogliati, Fornoni ·
1964: Zoet, Dolman, Karstens, Pieterse ·
1968: Zoetemelk, Den Hertog, Krekels, Pijnen ·
1972: Jardi, Komnatov, Lichatsjov, Sjoekov ·
1976: Tsjoekanov, Tsjaplygin, Kaminski, Pikkuus ·
1980: Kasjirin, Logvin, Sjelpakov, Jarkin ·
1984: Bartalini, Giovannetti, Poli, Vandelli ·
1988: Ampler, Kummer, Landsmann, Schur ·
1992: Dittert, Meyer, Peschel, Rich
Wielerploegen van Joop Zoetemelk
Beugels ·
Blockx ·
Bodart ·
Bravenboer (vanaf 01/08) ·
Clauwaert ·
Corneillie ·
Coulon ·
G. David ·
W. David ·
De Boever ·
De Loof ·
E. De Vlaeminck ·
R. De Vlaeminck ·
Devos (vanaf 01/08) ·
Dierickx ·
Dubois ·
Hemeryck ·
Hutsebaut ·
Leman ·
van Leeuwen (vanaf 01/08) ·
Lievens ·
Loevesijn ·
Loysch (vanaf 01/08) ·
Mahieu ·
Mendes (vanaf 01/03) ·
Meyhi ·
Monseré  ·
Nassen ·
Ongenae ·
Silva (vanaf 01/03) ·
Staes (vanaf 01/09) ·
Van Damme ·
Van de Vijver · 

Van der Slagmolen (vanaf 01/08) ·
Vanmarcke (vanaf 01/08) ·
Verplancke (vanaf 01/08) ·
Zoet ·
Zoetemelk
Baert (vanaf 01/03) ·
Bens (vanaf 25/08) ·
Bravenboer ·
Bruggeman (vanaf 25/08) ·
Claes (vanaf 04/02) ·
David ·
De Clercq ·
De Boever ·
De Muynck ·
E. De Vlaeminck ·
R. De Vlaeminck ·
Dedeckere ·
Demeyer (vanaf 15/09) ·
Devos ·
Dolman ·
P. In 't Ven ·
W. In 't Ven ·
Janssens ·
Knockaert (vanaf 27/05) ·
Leman ·
van Leeuwen ·
Lievens ·
Loysch ·
Monseré  (tot 15/03) ·
Müddemann ·
Nassen ·
Nuelant ·
Schütz ·
Spannagel (vanaf 05/08) ·
Staes ·
Tabak · 

Van Damme ·
Van De Wiele (vanaf 25/08) · 
Van der Slagmolen ·
Van Neste ·
Van Olmen (vanaf 25/08) ·
Vanmarcke ·
Verplancke ·
Zoetemelk
Andrade ·
Baert ·
Claes ·
David ·
De Clercq ·
De Guchtenaere (vanaf 01/07) ·
De Loof ·
De Muynck ·
De Vlaeminck ·
Demeyer ·
Dierckx ·
Dierickx ·
Dolman ·
Eyers ·
Hemeryck (vanaf 31/03) ·
Hordijk ·
Janssen ·
Knockaert ·
de Koning ·
L'hoest ·
Maertens ·
Martens ·
Mendes ·
van Midden ·
Pereira ·
Sersté ·
Van Damme ·
Van De Wiele · 
Van der Slagmolen ·
Van Neste ·
Van Olmen ·
Vanmarcke ·
Vermote ·
Verplancke ·
Zoetemelk
Andrade · 
Bellone ·
Bellouis ·
Campanier · 
Duijndam (tot 31/05) ·
Fin ·
Julien ·
Largeau ·
Le Guilloux ·
Martin ·
Masson ·
Mattioda ·
Millard ·
Noguès ·
Pitard ·
Tosi ·
Vianen ·
Wright ·
Zoetemelk
Bal ·
Genet ·
Grelin ·
Hézard ·
Hoban ·
Knetemann ·
Mourioux ·
Perin · 
Poulidor ·
Raymond ·
Richard ·
Roques ·
Santy ·
Talbourdet ·
Vianen ·
Zoetemelk
Alban ·
Aling ·
Aubey ·
Bal ·
Bertin ·
Genet ·
Hézard ·
Hoban ·
van Katwijk (tot 30/03) ·
Knetemann ·
Misac ·
Mourioux ·
Perin · 
Poulidor ·
Raymond ·
Richard ·
Roques ·
Seznec ·
Talbourdet ·
Vallet ·
Vianen ·
Vrancken ·
Zoetemelk
Alban ·
Aubey ·
Bertin ·
Cluzaud ·
Delépine ·
Genet ·
Hézard ·
Hoban ·
Le Guilloux ·
Moneyron ·
Mourioux ·
Perin · 
Poulidor ·
Seznec ·
Talbourdet ·
Vallet ·
Vianen ·
Zoetemelk
Alban ·
Aubey ·
Bertin ·
Busolini ·
Corbeau ·
Delisle ·
Hoban ·
Le Guilloux ·
Martin ·
Mathis ·
Mauvilly · 
Nilsson ·
Perret ·
Poulidor ·
Rouxel ·
Seznec ·
Vallet ·
Zoetemelk
Alban ·
Busolini ·
Hoban ·
Le Guilloux ·
Levavasseur ·
Martin ·
Mathis ·
Mauvilly · 
Meslet ·
Mollet ·
Nilsson ·
Périn ·
Perret ·
Pirard ·
Rouxel ·
Seznec ·
Vallet ·
van Vliet ·
Zoetemelk
Blaser ·
Delolme ·
Friou ·
Gallopin ·
Gauthier ·
Gisiger ·
Hoban ·
Lebaud ·
Levavasseur ·
Martin ·
Mathis ·
Mollet ·
Nilsson ·
Périn ·
Pirard ·
Seznec ·
Zeimes · 
Zoetemelk
Breu ·
De Gendt ·
van den Hoek ·
van Katwijk ·
Knetemann ·
Mutter ·
Lubberding ·
Oosterbosch · 
Priem · 
Pronk ·
Raas  · 
van der Velde · 
van Vliet ·
Wellens · 
Wesemael · 
Wijnands · 
Zoetemelk
Freuler ·
Hanegraaf ·
van den Hoek ·
Hoste ·
Knetemann ·
Maas ·
Lubberding ·
Oosterbosch · 
Peeters · 
Priem · 
Pronk ·
Raas · 
van der Velde · 
van Vliet ·
Wesemael · 
Wijnands · 
Zoetemelk
Andersen ·
Bertin ·
Clère ·
Friou ·
Gallopin ·
Gauthier ·
Goransson ·
Herety ·
Le Bigaut · 
Levavasseur ·
Martin ·
Mathis ·
Menthéour ·
Michaud ·
Moreau ·
Néant ·
Vichot ·
Zoetemelk
Andersen ·
Bazzo ·
Bertin ·
Clère ·
Gauthier ·
Herety ·
Jensen ·
Laurent ·
Le Bigaut · 
Martin ·
Menthéour ·
Michaud ·
Moreau ·
Néant ·
Rault ·
Vichot ·
Zoetemelk
De Cnijf ·
De Wolf ·
Hanegraaf ·
A. van Houwelingen ·
J. van Houwelingen ·
Kuiper ·
Manders ·
Nijdam ·
Peeters ·
van der Poel ·
Priem · 
Raas · 
Segers ·
Solleveld ·
van Vliet ·
Wijnands ·
Zoetemelk
Daams ·
Ducrot ·
Hanegraaf ·
Manders ·
Nevens ·
Nijdam ·
Peeters ·
van der Poel ·
Poels ·
Priem · 
Raas · 
Shapiro ·
Solleveld ·
van Vliet ·
Wijnands ·
Zoetemelk 
Daams ·
Dierickx ·
Ducrot ·
Emonds ·
Hanegraaf ·
Heeren ·
Kerstens ·
Manders ·
Nijdam ·
Peeters ·
van der Poel ·
Poels ·
Priem · 
Roosen ·
Solleveld ·
E. Van Hooydonck · 
G. Van Hooydonck · 
van Vliet ·

Vlassaks ·
Wijnands ·
Zoetemelk 
Cornelisse ·
Ducrot ·
Emonds ·
Gölz ·
Hanegraaf ·
Jakobs ·
Maassen ·
Nijdam ·
van Passel ·
Peeters ·
Pevenage ·
Poels ·
van Poppel ·
Priem · 
Roosen ·
Solleveld ·
E. Van Hooydonck · 
G. Van Hooydonck ·

Verhoeven ·
Vlassaks ·
Wijnands ·
Zoetemelk